# مداخله آمریکا در لیبی (۲۰۱۵–۲۰۱۹)
از نوامبر ۲۰۱۵ تا ۲۰۱۹، ایالات متحده آمریکا و متحدانش، مجموعه بزرگی از حملات هوایی و پهپادی را برای مداخله در لیبی در درگیری‌های از سر گرفته شده آن در حمایت از دولت وفاق ملی مستقر در طرابلس علیه حضور داعش لیبی در منطقه انجام دادند. تا سال ۲۰۱۹، این شاخه داعش تا حد زیادی از کنترل قلمرو لیبی بیرون رانده شده و حملات آمریکا، متوقف شد.